# Schenevus (Nueva York)
Schenevus es un lugar designado por el censo ubicado en el condado de Otsego en el estado estadounidense de Nueva York. En el año 2010 tenía una población de 551 habitantes.

## Geografía
Schenevus se encuentra ubicado en las coordenadas 42°32′58.82″N 74°49′36.95″O / 42.5496722, -74.8269306.